# Michael McGovern (évêque)
Pour les articles homonymes, voir Michael McGovern.
Michael McGovern, né le 1er juillet 1964 à Chicago, est un prélat américain et archevêque de l'archidiocèse de Omaha.

## Biographie
Michael McGovern fréquente l'école Christ the King de Chicago et le Saint Ignatius College. En 1986, il entre à la Loyola University Chicago où il devient bachelor de philosophie. De 1988 à  1990, il étudie le droit à la DePaul University de Chicago, puis la théologie à l'University of Saint Mary of the Lake de Mundelein. Il reçoit l'ordination sacerdotale le 21 mai 1994 à la cathédrale du Saint-Nom de Chicago des mains du cardinal Bernardin.
Michael McGovern est aussitôt nommé vicaire à la paroisse Reine-de-l'Univers de Chicago, puis en 1998-1999 à la paroisse Sainte-Marie de Lake Forest. En 1999, il travaille à la chancelerie du diocèse et devient vice-chancelier. De 2000 à 2002, il est délégué de l'archidiocèse pour les prêtres étrangers. Il est ensuite vicaire pendant un an à la paroisse Sainte-Julienne de Chicago. De 2004 à 2016, il est curé de la paroisse Sainte-Mariey de Lake Forest, puis curé de l'église Saint-Raphaël-Archange d'Old Mill Creek. En 2007, il est nommé doyen du doyenné A du vicariat I, et en 2020 vicaire diocésain ad interim du vicariat I. En outre, Michael McGovern est à partir de 2001 membre du conseil presbytéral et dès  2009 membre consultateur du collège des consultateurs de l'archidiocèse.
Le 3 avril 2020, le pape François le nomme évêque de Belleville. Il succède à Mgr Edward Braxton.
Le 31 mars 2025, le pape François le nomme archevêque de Omaha, il succède à George Lucas.